# Kiwara Miyazaki
Kiwara Miyazaki (宮崎 幾笑 Miyazaki Kiwara?, nacido el 17 de febrero de 1998 en Gunma) es un futbolista japonés que se desempeña como centrocampista.

## Trayectoria

### Clubes
| Club                      | País  | Año         |
| ------------------------- | ----- | ----------- |
| Albirex Niigata           | Japón | 2015 - 2018 |
| Zweigen Kanazawa (cedido) | Japón | 2017 - 2018 |
| FC Tokyo                  | Japón | 2019        |

## Estadística de carrera

### J. League
| Club             | Año   | J. League | J. League | Copa J. League | Copa J. League | Total | Total |
| Club             | Año   | Part.     | Goles     | Part.          | Goles          | Part. | Goles |
| ---------------- | ----- | --------- | --------- | -------------- | -------------- | ----- | ----- |
| Albirex Niigata  | 2015  | 1         | 0         | 0              | 0              | 1     | 0     |
| Albirex Niigata  | 2016  | 0         | 0         | 1              | 0              | 1     | 0     |
| Zweigen Kanazawa | 2017  | 39        | 5         | -              | -              | 39    | 5     |
| Total            | Total | 40        | 5         | 1              | 0              | 41    | 5     |